# تشالار سوينجو
شالار سوينجو (بالتركية: Çağlar Söyüncü)‏ (23 مايو 1996 بأزمير في تركيا - ) هو لاعب كرة قدم تركي في مركز الدفاع.

## وصلات خارجية
- تشالار سوينجو على موقع الاتحاد الدولي (مؤرشف)  (الإنجليزية)
- تشالار سوينجو على موقع الاتحاد الأوربي (الإنجليزية)
- تشالار سوينجو على موقع اتحاد تركيا (لاعب) (الإنجليزية)
- تشالار سوينجو على موقع إي إس بي إن إف سي (الإنجليزية)
- تشالار سوينجو على موقع قاعدة بيانات كرة القدم.إي يو (الإنجليزية)
- تشالار سوينجو على موقع ليكيب (الفرنسية)
- تشالار سوينجو على موقع ناشيونال فوتبول تيمز (الإنجليزية)
- تشالار سوينجو على موقع Soccerbase.com (لاعب) (الإنجليزية)
- تشالار سوينجو على موقع Soccerway.com (الإنجليزية)
- تشالار سوينجو على موقع عالم كرة القدم.نت (الإنجليزية)